# الدوري التشيكوسلوفاكي 1982–83
الدوري التشيكوسلوفاكي 1982–83 هو الموسم 76 من الدوري التشيكوسلوفاكي ‏. أشرف على تنظيمه اتحاد جمهورية التشيك لكرة القدم، وكان عدد الأندية المشاركة فيه 16، وفاز فيه بوهيميانز 1905.